# Pseudomyrmex cubaensis

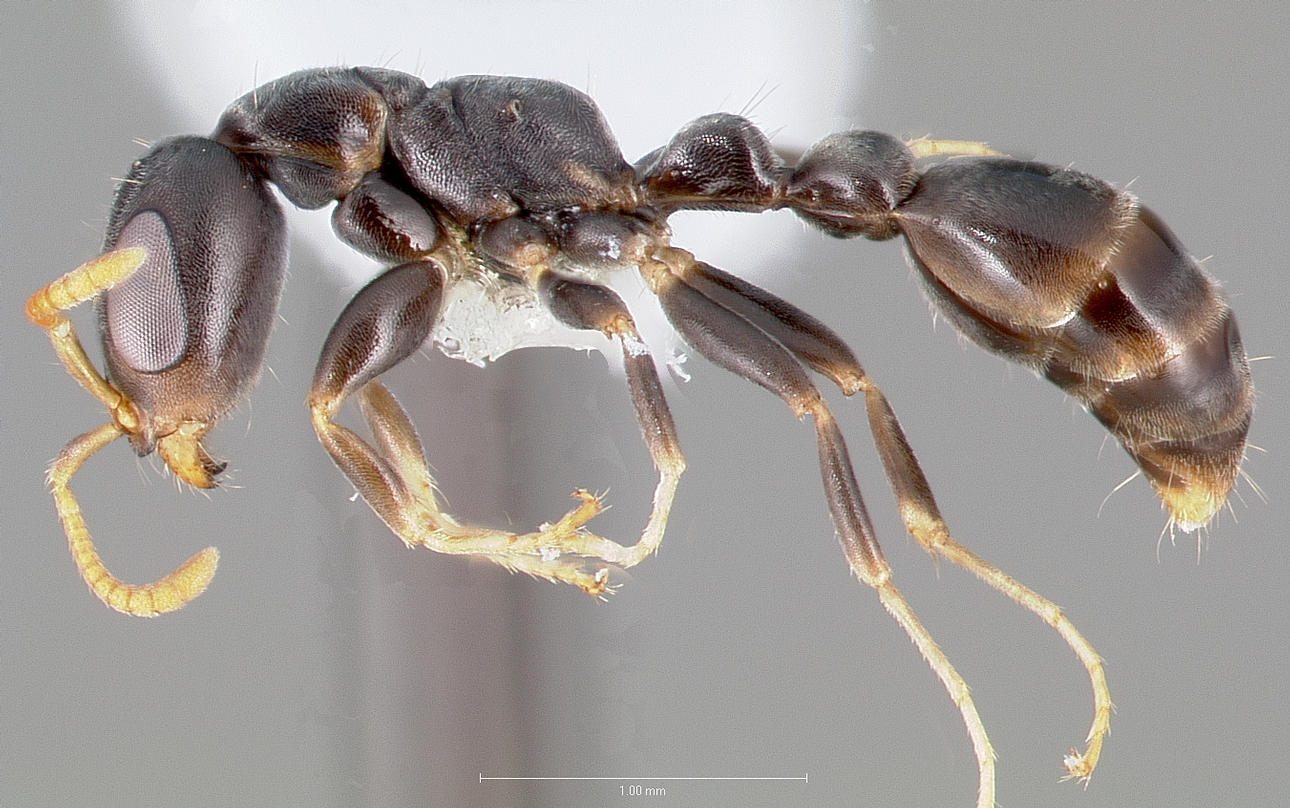

Pseudomyrmex cubaensis  (лат.) — вид древесных муравьёв рода Pseudomyrmex из подсемейства Pseudomyrmecinae (Formicidae). Новый Свет.

## Распространение
Северная, Центральная и Южная Америка: от Кубы и Флориды (США) до Бразилии, Парагвая и Боливии (Ward, 1989, 1993, 1999).

## Описание
Среднего размера муравьи, одноцветные: от жёлто-коричневого до чёрного цвета (жвалы и ноги светлее). Длина головы (HL) 0,89-1,02 мм, ширина головы (HW) 0,65-0,73 мм. Передние бёдра широкие, голова удлинённая. Имеют относительно крупные глаза и сильное жало. Тело узкое, ноги короткие. Стебелёк между грудкой и брюшком состоит из двух узловидных члеников (петиоль и постпетиоль).
Живут в полостях живых деревьев и кустарников акаций (Acacia) с которыми находятся во взаимовыгодных отношениях.

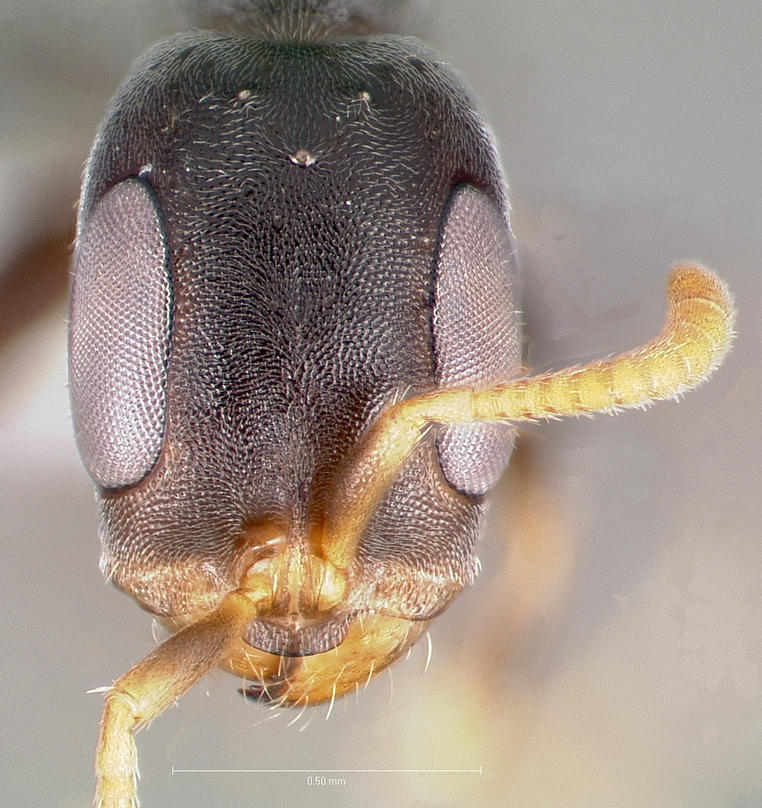
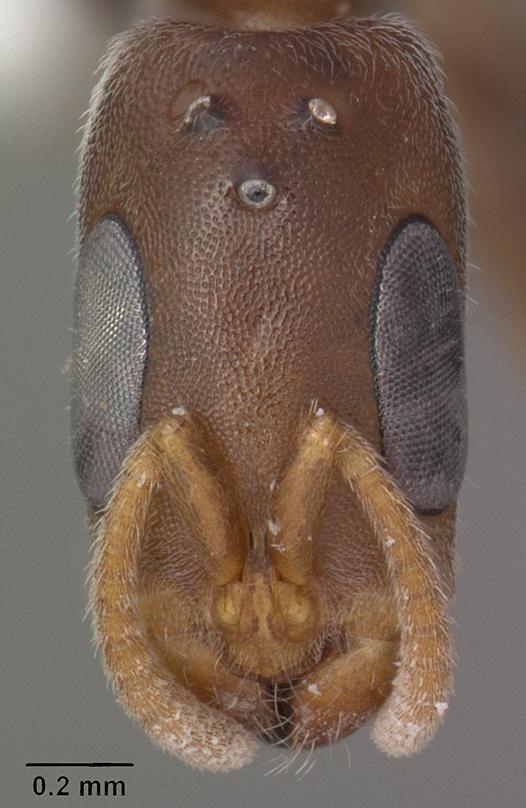
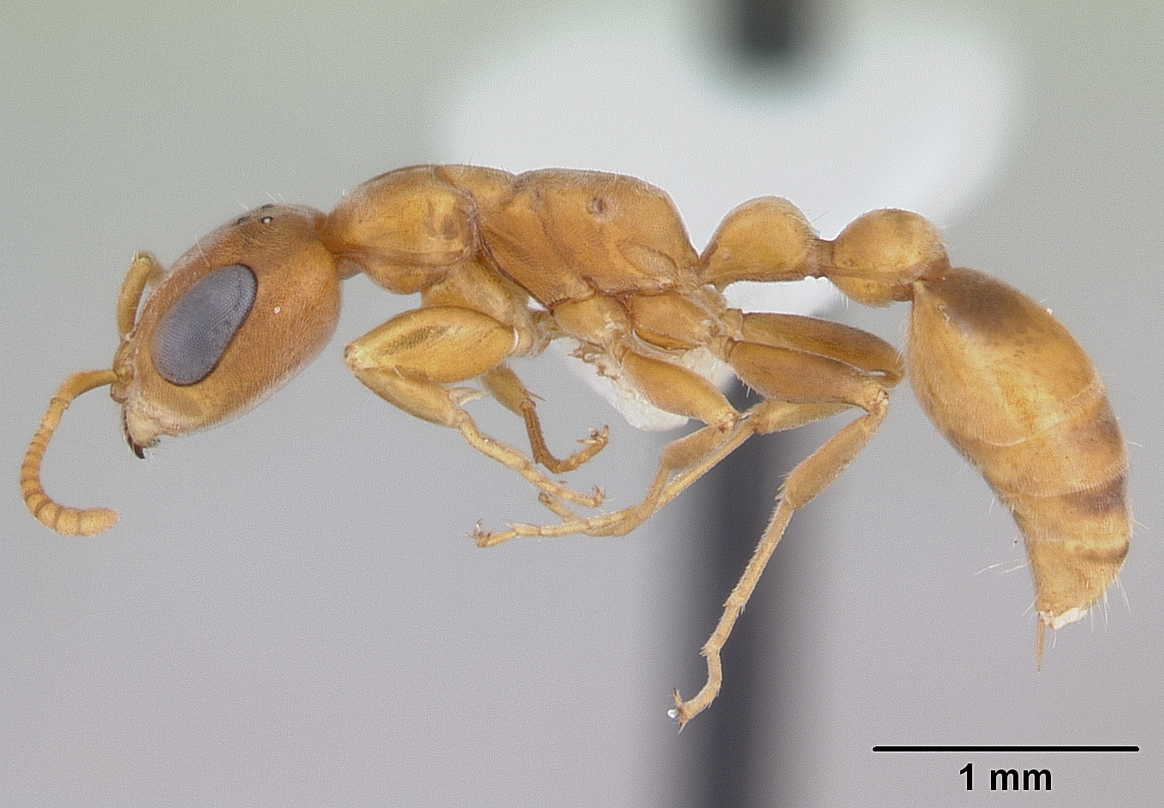
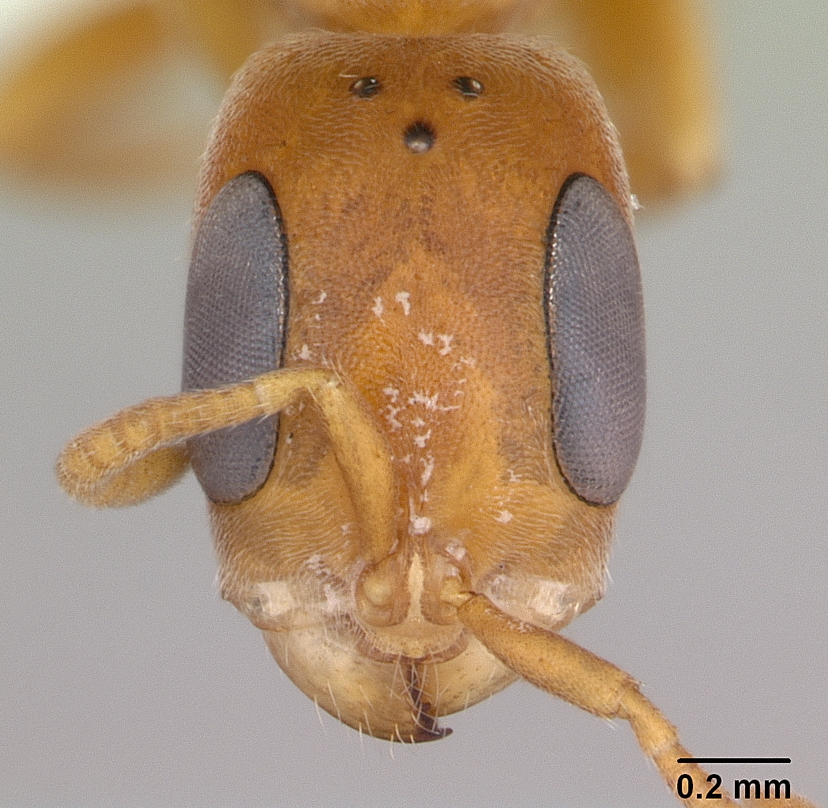